# ابوالفیض خان
ابوالفیض خان (زاده ۱۶۸۷- درگذشته ۱۷۴۷) فرمانروای اشترخانی خانات بخارا از سال ۱۷۱۱ تا ۱۷۴۷ بود. در زمان فرمانروایی ابوالفیض خان بود که اشترخانیان سرنگون شدند.

## شکست از نادرشاه
ابوالفیض در سال ۱۷۴۰ در برابر پیشروی لشکری نادرشاه در آسیای میانه، خانات را به نادرشاه تسلیم کرد. برخی بازگویی‌ها از تسلیمِ بی‌جنگیدن ابوالفیض سخن می‌رانند و برخی دیگر می‌گویند که در جنگ شکست خورد.
این دو فرمانروا به این سازش رسیدند که ابوالفیض در جایگاه پادشاه ترکستان پذیرفته شد، نادرشاه دختر ابوالفیض را به همسری گرفت و محمدحکیم خان، فرماندار شبه مستقل نخشب، به جایگاه اتالیق گماشته شد. هنگامی‌که نادرشاه ابوالفیض را شکست داد، خانات بخارا فقط به نام فرمانروایی می‌کرد. سمرقند، حصار و شهرسبز دهه‌ها پیش از این، عملاً استقلال داشتند. نادرشاه به اقتصاد بخارا کمکی نکرد و اندوخته‌های بخارا را نیز برای لشکرکشی‌های جنگی خود به پایان رساند. ابوالفیض این را فرصتی برای زدودن هماوردهای سیاسی خود می‌دید و به نادرشاه پیشنهاد کرد که رهبران تبارهایی را که از دید سیاسی برای ابوالفیض دردسرساز بودند، به کار بگیرد.

## به دار آویخته شدن از سوی محمدرحیم بیگ
پس از آغاز شورش‌ها در فرارود در سال ۱۷۴۳ که به مرگ محمد حکیم انجامید، نادرشاه پسر حکیم، محمدرحیم‌بیگ را به همراه چهار هزار قزلباش برای کمک به ابوالفیض خان فرستاد تا شورش‌ها را آرام کند.
پس از مرگ نادرشاه در سال ۱۷۴۷، محمدرحیم بیگ ابوالفیض خان را به دار آویخت و دودمان منغیت را پایه‌گذاری کرد.

## بن‌مایه
- همکاری‌کنندگان ویکی‌پدیا، «Abu al-Fayz Khan»، ویکی‌پدیای انگلیسی، دانشنامهٔ آزاد (بازیابی ۳۰ آبان ۱۴۰۲)